# Вицинкі (Мазовецьке воєводство)
Вицинкі (пол. Wycinki) — село в Польщі, у гміні Сохоцин Плонського повіту Мазовецького воєводства.
Населення — 48 осіб (2011).
У 1975-1998 роках село належало до Цехановського воєводства.

## Демографія
Демографічна структура станом на 31 березня 2011 року:
|          | Загалом | Допрацездатний вік | Працездатний вік | Постпрацездатний вік |
| -------- | ------- | ------------------ | ---------------- | -------------------- |
| Чоловіки | 21      | 7                  | 14               | 0                    |
| Жінки    | 27      | 11                 | 12               | 4                    |
| Разом    | 48      | 18                 | 26               | 4                    |